# Stoke (Kent)
Stoke est une paroisse civile et un village du Kent, en Angleterre.